# Гюнтер (Вісконсин)
Гюнтер (англ. Guenther) — місто (англ. town) в США, в окрузі Марафон штату Вісконсин. Населення — 358 осіб (2020).

## Демографія
Згідно з переписом 2010 року, у місті мешкала 341 особа в 133 домогосподарствах у складі 94 родин. Було 152 помешкання
Расовий склад населення:
| - 99,7 % — білих - 0,3 % — чорних або афроамериканців |

До двох чи більше рас належало 0,0 %. Частка іспаномовних становила 0,6 % від усіх жителів.
За віковим діапазоном населення розподілялося таким чином: 23,8 % — особи молодші 18 років, 62,7 % — особи у віці 18—64 років, 13,5 % — особи у віці 65 років та старші. Медіана віку мешканця становила 40,5 року. На 100 осіб жіночої статі у місті припадало 118,6 чоловіків;  на 100 жінок у віці від 18 років та старших — 114,9 чоловіків також старших 18 років.
Середній дохід на одне домашнє господарство  становив 79 731 долар США (медіана — 64 250), а середній дохід на одну сім'ю — 80 777 доларів (медіана — 70 469). Медіана доходів становила 47 250 доларів для чоловіків та 39 375 доларів для жінок. За межею бідності перебувало 5,1 % осіб, у тому числі 2,0 % дітей у віці до 18 років та 7,7 % осіб у віці 65 років та старших.
Цивільне працевлаштоване населення становило 180 осіб. Основні галузі зайнятості: виробництво — 26,7 %, освіта, охорона здоров'я та соціальна допомога — 17,2 %, роздрібна торгівля — 11,1 %, сільське господарство, лісництво, риболовля — 10,6 %.